# Liste der Lokomotiven und Triebwagen der SNCF
Die Liste der Lokomotiven und Triebwagen der SNCF beinhaltet alle Triebfahrzeuge der Société nationale des chemins de fer français (kurz SNCF). Die SNCF bezeichnet ihre Lokomotiven nach Achsfolge sowie einer laufenden Seriennummer. Diese wird für jede Baureihe mit einer neuen 100er oder 1000er Stelle angefangen.

## Dampflokomotiven
Die Entwicklungswege für Dampflokomotiven verliefen in Frankreich weit komplexer als in Deutschland. Bei der Konstruktion ihrer Loks gingen die vier großen Eisenbahngesellschaften PLM, PO, NORD und EST, abhängig von der geo- und topografischen Situation ihres Streckennetzes, völlig unterschiedliche Wege. Nach deren Verstaatlichung im Jahr 1938 war das Ende der Dampftraktion jedoch bereits nahegerückt.
Der Ingenieur André Chapelon baute in den Jahren 1940 und 1941 25 PO-Pacifics der Baureihe 231 A in vierfach gekuppelte Maschinen (Baureihe 240 P) um, die damals als die leistungsfähigsten europäischen Dampflokomotiven galten. Mit dem Einzelstück 242 A 1 gelang ihm bald darauf die stärkste je gebaute Dampflokomotive Europas überhaupt.
Die zahlenmäßig größte Baureihe der SNCF wurde die Baureihe 141 R, die jedoch nicht in Frankreich entstand. 1323 dieser Mikados wurden nach dem Zweiten Weltkrieg aus den USA und Kanada geliefert. Damit bildete diese Baureihe in der Nachkriegszeit die bestimmende Größe im französischen Zugbetrieb. Mit der 141 R 72 schied am 4. April 1974 die letzte Dampflokomotive der SNCF aus dem aktiven Dienst.
Die Baureihenbezeichnungen der SNCF-Dampflokomotiven bestehen aus zwei Teilen: einer dreistelligen Zahl und einem nachfolgenden Buchstaben. Für die Achsfolge steht die Zahl; deren erste Ziffer gibt die Anzahl der vorderen Laufachsen, die zweite die der Treibradsätze und die letzte jene der hinteren Laufachsen an. Für fehlende Laufachsen wird eine 0 eingesetzt. Eine 231 ist also eine Pacific mit der Achsfolge 2’C1’, eine 230 ist eine 2’C-Lokomotive.
Mit dem folgenden Buchstaben sind die Maschinen nach dem Zeitpunkt ihrer ersten Übergabe an das jeweilige Eisenbahnunternehmen sortiert. Dabei wurden die Buchstaben A bis N an Bauarten vergeben, die die SNCF von ihren Vorgängerverwaltungen übernahm. Für nach deren Gründung im Jahr 1938 neu ausgelieferte Dampflokomotiven wurden die Buchstaben P bis U vergeben. X, Y und Z erhielten als Kriegsbeute nach dem Zweiten Weltkrieg verbliebene Maschinen; nicht vergeben wurden die Buchstaben O und V. Mit dem Buchstaben W wurden in Großbritannien gebaute Lokomotiven (140 W und 150 W) bezeichnet, die im Zuge der Operation Overlord für den Transport von Militärzügen ins Land gebracht wurden.  Bei Tenderlokomotiven wurde vor den Buchstaben der Baureihenbezeichnung ein T gesetzt.
Die jeweilige Ordnungsnummer wurde in der Regel von den Vorgängerunternehmen übernommen. In Listen vorangestellte Zahlen plus Bindestrich wurden an den Lokomotiven nicht angeschrieben; sie bezeichneten lediglich die Einsatzregion, was sich bei Umbeheimatungen ändern konnte.
Das Bezeichnungssystem hat Ähnlichkeiten mit demjenigen, das beim Vorgängerunternehmen Compagnie des chemins de fer de Paris à Lyon et à la Méditerranée (PLM) im Jahre 1925 eingeführt wurde, wobei z. B. aus einer 242 AT der PLM (T steht für Tenderlokomotive) bei der SNCF eine 242 TA und eine 4 A der PLM zu einer 040 A der SNCF wurde.
| 1 Région Est (ex EST und AL) | 2 Région Nord (ex NORD) |
| --- | --- |
| Schlepptenderlokomotiven - SNCF 1-220 A (ex Est 2401–2432) - SNCF 1-221 A (ex Est 2601–2602, Typ Nord 2.641) - SNCF 1-030 A (ex Est 1002–1005, Prototypen) - SNCF 1-030 B (ex Est 3001–3015) - SNCF 1-030 C (ex AL G 4) - SNCF 1-130 A (ex Est 30.252–30.428, Umbau aus 0-3-0, Verbundloks) - SNCF 1-130 B (ex Est 30.254–30.766, Umbau aus 0-3-0, Zwillingsloks) - SNCF 1-130 C (ex AL G 5) - SNCF 1-230 A (ex Est 3401–3500) - SNCF 1-230 B (ex Est 3501–3890) - SNCF 1-230 C (ex AL P 7) - SNCF 1-230 D (ex AL S 9) - SNCF 1-230 F (ex AL P 8 und Est 3311–3335, beide urspr. preuß. P 8) - SNCF 1-230 G (ex AL S 10.1, zum Teil urspr. preuß. S 10.1) - SNCF 1-230 H (ex AL S 10, urspr. preuß. S 10) - SNCF 1-230 J (ex Est 3103–3280) - SNCF 1-230 K (ex Est 3103–3280, Umbau) - SNCF 1-231 A (ex AL S 12) - SNCF 1-231 B, auch 1-231 TP (ex AL S 14 und Est 231-001–040, beide Pacific Typ État, TP steht für Travaux public) - SNCF 1-231 C (ex Est 231-051–073, Pacific Typ Chapelon) - SNCF 1-231 D (ex AL S 16, Prototypen) - SNCF 1-040 B (ex AL G 7.1 und AL G 7.2) - SNCF 1-040 D (ex AL G 8.1) - SNCF 1-140 B (ex AL G 14) - SNCF 1-241 A (ex Est 241, État 241) - SNCF 1-241 C (ex PLM 241-C, Prototyp) - SNCF 1-050 B (ex AL G 10) - SNCF 1-150 B (ex AL G 12.1) - SNCF 1-150 C (ex AL G 12) - SNCF 1-151 A (ex AL G 16, Prototypen) Tenderlokomotiven - SNCF 1-242 TA (ex AL T 20) Anmerkung: Die Abkürzung AL steht für den Réseau ferroviaire d’Alsace-Lorraine, die Staatsbahn im vormaligen deutschen Elsaß-Lothringen.                                       | Schlepptenderlokomotiven - SNCF 2-220 A (ex Nord 2.161–2.180, „Chocolate“) - SNCF 2-221 A (ex Nord 2.641–2.675) - SNCF 2-130 A (ex Nord 3.1551–3.1566, urspr. preuß. P 6) - SNCF 2-130 B (ex Nord 3.1401–3.1402) - SNCF 2-130 C (ex Nord 3.1501–3.1503) - SNCF 2-230 A (ex Nord 3.078–3.354, „Chocolate“) - SNCF 2-230 B (ex Nord 3.999, Umbau aus 2-2-1 Nord 2.741, Prototyp) - SNCF 2-230 D (ex Nord 3.513–3.662) - SNCF 2-231 A (ex Nord 3.1151–3.1170) - SNCF 2-231 B (ex Nord 3.1150, Pacific Typ État) - SNCF 2-231 C (ex Nord 3.1201–3.1248, 3.1251–3.1290, „Superpacific“) - SNCF 2-231 D (ex Nord 3.1249–3.1250, Prototypen) - SNCF 2-231 E (ex Nord 3.1171–3.1198, 3.1111–3.1130, Pacific Typ Chapelon) - SNCF 2-040 A (ex Nord 4.701–4.954, „180 unités“) - SNCF 2-040 D (ex Nord 4.351–4.562, urspr. preuß. G 8.1) - SNCF 2-140 A (ex Nord 4.061–4.340, „Les Bœfs“) - SNCF 2-140 C (ex Nord 4.1301–4.1542, urspr. US Army „Pershing“) - SNCF 2-141 A (ex Nord 4.1101–4.1150, baugleich mit PLM 141 B) - SNCF 2-150 A (ex Nord 5.001–5.022, 5.031–5.120) - SNCF 2-150 B (ex Nord 5.1201–5.1230) - SNCF 2-150 C (Umbau aus 2-150A) Tenderlokomotiven - SNCF 2-020 TA (ex Nord 2.001–2.035, „Bouteille à encre“) - SNCF 2-220 TA (ex Nord 2.311–2.380, „Ravachol“) - SNCF 2-222 TA (ex Nord 2.231–2.305, „Revolver“) - SNCF 2-030 TA (ex Nord 3.931–3.996) - SNCF 2-232 TA (ex Nord 3.801–3.865) - SNCF 2-040 TA (ex Nord 4.1801–4.1908, Umbau aus 0-4-0 „180 unités“) - SNCF 2-040 TD (ex Nord 4.2001–4.2015) - SNCF 2-040 TG (ex Nord 4.2016–4.2095) - SNCF 2-141 TA (ex Nord 4.1664–4.1700, Umbau aus 1-4-0 „ROD canadienne“) - SNCF 2-141 TB (ex Nord 4.1701–4.1702, Prototypen) - SNCF 2-141 TC (ex Nord 4.1201–4.1272) - SNCF 2-050 TD (ex Nord 5.601–5.670) - SNCF 2-151 TA (ex Nord 5.301–5.312, urspr. Ceinture 5001–5012) - SNCF 2-031+130 TA (ex Nord 6.121–6.168, „Du Bousquet“) |
| 3 Région Ouest (ex ÉTAT) | 4 Région Sud-Ouest (ex PO-MIDI) |
| - SNCF 3-120 A - SNCF 3-121 A - SNCF 3-121 B - SNCF 3-121 C - SNCF 3-220 A (ex Ouest 939–998, ex État 220-301–360) - SNCF 3-220 B (ex Ouest 503–562, ex État 220-503–562) - SNCF 3-221 A - SNCF 3-030 A - SNCF 3-030 B - SNCF 3-030 C - SNCF 3-030 D - SNCF 3-130 A - SNCF 3-130 B - SNCF 3-130 C - SNCF 3-230 A - SNCF 3-230 B - SNCF 3-230 C - SNCF 3-230 D - SNCF 3-230 E - SNCF 3-230 F - SNCF 3-230 G - SNCF 3-230 H - SNCF 3-230 J - SNCF 3-230 K - SNCF 3-230 L - SNCF 3-230 M - SNCF 3-230 N - SNCF 3-231 A (ex État 231-981–231-999, urspr. bay. S 3/6, württ. C) - SNCF 3-231 B (ex État 231-011–231-060) - SNCF 3-231 C (ex État 231-501–231-783) - SNCF 3-231 D (ex État 231 D, Umbau aus 231-500; État 231-400) - SNCF 3-231 E - SNCF 3-231 F (ex État 231 W, Umbau aus 231-500; État 231-400) - SNCF 3-231 G (ex État 231 DD, Umbau aus 231-500; État 231-400) - SNCF 3-231 H (ex État, Umbau aus 231-500; État 231-400) - SNCF 3-231 J (ex État 231 R, Umbau aus 231-500) - SNCF 3-231 K (ex SNCF 4-231 D) - SNCF 3-040 A - SNCF 3-040 B - SNCF 3-140 A - SNCF 3-140 B - SNCF 3-140 C - SNCF 3-140 D - SNCF 3-141 A - SNCF 3-141 B - SNCF 3-141 C - SNCF 3-141 D - SNCF 3-241 A - SNCF 3-241 B - SNCF 3-150 A Tenderlokomotiven - SNCF 3-030 TA - SNCF 3-030 TB - SNCF 3-030 TC - SNCF 3-131 TA - SNCF 3-131 TB - SNCF 3-131 TC - SNCF 3-230 TA (ex Ouest 3701–3745, ex État 0.701–745, ex État 32.001–045) - SNCF 3-040 TA - SNCF 3-141 TA - SNCF 3-141 TB - SNCF 3-141 TC - SNCF 3-141 TD - SNCF 3-050 TA Ceinture an Région 3 - SNCF 3-232 TA - SNCF 3-031+130 TA | - SNCF 4-120 A (ex Midi) - SNCF 4-121 A (ex PO) - SNCF 4-121 B (ex PO) - SNCF 4-221 A (ex PO) - SNCF 4-220 A (ex Midi) - SNCF 4-030 A (ex PO) - SNCF 4-030 B (ex Midi) - SNCF 4-030 C (ex PO) - SNCF 4-040 D (ex Midi) - SNCF 4-130 A (ex PO) - SNCF 4-130 B (ex Midi) - SNCF 4-130 C (ex PO) - SNCF 4-130 D (ex PO) - SNCF 4-130 E (ex PO) - SNCF 4-230 A (ex Midi) - SNCF 4-230 B (ex Midi) - SNCF 4-230 C (ex PO) - SNCF 4-230 D (ex PO) - SNCF 4-230 E (ex Midi) - SNCF 4-230 F (ex PO) - SNCF 4-230 G (ex PO) - SNCF 4-230 H (ex Midi, urspr. preuß. P 8) - SNCF 4-231 B (ex Midi) - SNCF 4-231 C (ex Midi) - SNCF 4-231 D (ex PO) - SNCF 4-231 E (ex Midi) - SNCF 4-231 F (ex PO) - SNCF 4-231 G (ex PO) - SNCF 4-231 H (ex PO) - SNCF 4-040 A (ex PO) - SNCF 4-040 C (ex PO) - SNCF 4-040 D (ex Midi) - SNCF 4-040 E (ex PO) - SNCF 4-040 F (ex PO) - SNCF 4-040 G (ex PO, urspr. preuß. G 7.1) - SNCF 4-040 H (ex Midi) - SNCF 4-040 K (ex Midi, urspr. preuß. G 8.1) - SNCF 4-140 A (ex Midi) - SNCF 4-140 B (ex PO) - SNCF 4-140 C (ex PO) - SNCF 4-140 G (ex PO und Midi, urspr. US Army Type B „Pershing“) - SNCF 4-140 H (ex PO und Midi, urspr. US Army Type A) - SNCF 4-141 A (ex PO) - SNCF 4-141 B (ex PO) - SNCF 4-240 A (ex PO) - SNCF 4-050 A (ex PO, urspr. sächs. XI H) - SNCF 4-050 B (ex PO, urspr. sächs. XI V) - SNCF 4-050 C (ex PO, urspr. sächs. XI HV) - SNCF 4-050 D (ex PO, urspr. preuß. G 10) - SNCF 4-150 A (ex PO) Tenderlokomotiven - SNCF 4-020 TA (ex PO-Midi 020-401 bis 403, urspr. Midi 401–406) - SNCF 4-121 TA (ex PO-Midi 121-366 und 382, ex PO 366 und 382, Umbau aus 121-Lok) - SNCF 4-030 TA (ex PO-Midi 030-371 bis 374, urspr. Midi 371–374) - SNCF 4-030 TB (ex PO-Midi 030-021 bis 030, urspr. PO 1021–1030) - SNCF 4-030 TC (ex PO-Midi 030-034 bis 074, urspr. PO 1031–1074) - SNCF 4-030 TD (ex PO-Midi 030-091 bis 099, urspr. PO 1091–1099) - SNCF 4-030 TG (ex PO-Midi 030-983 bis 993, ex PO 2983–2994, Umbau aus 030-Lok 983–994, urspr. Grand Central) - SNCF 4-032 TA (ex PO-Midi 032-308 bis 344, urspr. Midi 302–345, Bauart Engerth) - SNCF 4-130 TA (ex PO-Midi 130-861 bis 867, ex PO 1861–1868, urspr. preuß. T 9.2) - SNCF 4-130 TB (ex PO-Midi 130-869 bis 871, ex PO 1869–1871, urspr. preuß. T 9.3) - SNCF 4-040 TA (ex PO-Midi 040-421 bis 424, urspr. Midi 421–424) - SNCF 4-141 TA (ex PO-Midi 141-301 bis 490, urspr. PO 5301–5490) - SNCF 4-141 TB (ex PO-Midi 141-616 bis 740, urspr. PO 5616–5740) - SNCF 4-240 TA (ex PO-Midi 240-501 bis 518, urspr. Midi 4501–4518) - SNCF 4-050 TA (ex PO-Midi 050-501 bis 525, urspr. PO 5501–5525) - SNCF 4-050 TB (ex PO-Midi 050-001 bis 047, urspr. Midi 5001–5047) |
| 5 Région Sud-Est (ex PLM) | SNCF-Bauarten |
| - SNCF 5-220 A - SNCF 5-221 A - SNCF 5-221 B - SNCF 5-030 A - SNCF 5-030 B - SNCF 5-031 A - SNCF 5-130 A - SNCF 5-230 A - SNCF 5-230 B - SNCF 5-230 C - SNCF 5-230 D - SNCF 5-230 E - SNCF 5-230 F - SNCF 5-231 B - SNCF 5-231 C - SNCF 5-231 D - SNCF 5-231 E - SNCF 5-231 F - SNCF 5-231 G - SNCF 5-231 H - SNCF 5-231 K - SNCF 5-040 A - SNCF 5-040 B - SNCF 5-040 C - SNCF 5-040 D - SNCF 5-040 E - SNCF 5-040 F - SNCF 5-140 B - SNCF 5-140 C - SNCF 5-140 D - SNCF 5-140 E - SNCF 5-140 G - SNCF 5-140 H - SNCF 5-140 J - SNCF 5-141 A - SNCF 5-141 B - SNCF 5-141 C - SNCF 5-141 D - SNCF 5-141 E - SNCF 5-240 A (ex PLM 240 A) - SNCF 5-241 A (ex PLM 241 A, „Cigares“) - SNCF 5-241 C - SNCF 5-241 D - SNCF 5-050 A - SNCF 5-050 B - SNCF 5-151 A Tenderlokomotiven - SNCF 5-020 TA - SNCF 5-030 TA - SNCF 5-030 TB - SNCF 5-130 TA - SNCF 5-130 TB - SNCF 5-232 TA - SNCF 5-232 TB - SNCF 5-040 TA - SNCF 5-040 TB - SNCF 5-040 TC - SNCF 5-242 TA (ex PLM 242 AT) - SNCF 5-242 TB (ex PLM 242 BT) - SNCF 5-242 TC (ex PLM 242 CT) - SNCF 5-242 TD (ex PLM 242 DT) - SNCF 5-050 TA | - SNCF 232 P 1 (Prototyp) - SNCF 232 Q 1 (Prototyp) - SNCF 232 R - SNCF 232 S - SNCF 232 U 1 (Prototyp) - SNCF 141 P - SNCF 141 R - SNCF 240 P - SNCF 241 P - SNCF 242 A 1 (Prototyp) - SNCF 150 P - SNCF 150 X (Nachbau DR 44) - SNCF 150 Y (ex DR 52/Nachbau DR 52) - SNCF 150 Z (ex DR 50) - SNCF 160 A 1 (Prototyp) - SNCF 221 TQ 1 (Prototyp) - SNCF 030 TU (ex USATC S 100) - SNCF 030 TX - SNCF 040 TX (Nachbau KDL4) - SNCF 050 TQ - SNCF 050 TX (Nachbau KDL5) - SNCF 151 TQ |

## Elektrolokomotiven
Die Baureihenbezeichnungen der elektrischen Lokomotiven der SNCF bestehen aus zwei Teilen: einer Zahlen- und Buchstabenfolge und einer danach folgenden bis zu fünfstelligen Zahl. Im ersten Teil wird die Achsfolge ausgedrückt, wobei die Zahlen Laufachsen und die Buchstaben Treibachsen bezeichnen. Somit werden mit BB vierachsige Lokomotiven mit zwei Drehgestellen bezeichnet, mit CC sechsachsige Lokomotiven. In der nachfolgenden Zahl sind sowohl die Baureihenbezeichnung als auch die Ordnungsnummer enthalten. Gleichstromlokomotiven tragen hierbei vierstellige Nummern, Lokomotiven für 25 kV mit 50 Hz haben als erste Stelle der fünfstelligen Zahl eine 1, bei solchen für den Betrieb mit zwei bis vier Stromsystemen steht an erster Stelle die Anzahl der Systeme, unter denen sie eingesetzt werden können. Baureihenbezeichnungen, die mit 20 beginnen, sind für Zweifrequenzlokomotiven vorgesehen. Diese sind für den Einsatz unter 25 kV mit 50 Hz wie auch unter 15 kV mit 16 2⁄3 Hz geeignet, nicht aber in Gleichstromnetzen.

### Gleichspannungslokomotiven für 1500 V

#### Bauarten der Vorgängerbahnen sowie deren Nach- und Umbauten
Als Folge der im Laufe des Ersten Weltkriegs entstandenen Kohleknappheit wurde in den frühen 1920er Jahren mit der Elektrifizierung von Strecken begonnen. Nicht unumstritten war die Entscheidung, allgemein Gleichspannung von 1500 V zu verwenden – dem Beispiel der den New Yorker Bahnhof Grand Central Terminal anfahrenden Bahngesellschaften folgend und in bewusster Abgrenzung zur Elektrifizierung mit Wechselstrom in Deutschland.
Führend waren die Eisenbahngesellschaften PO und Midi, die ihre Haupt- und auch einige Nebenstrecken mit Oberleitung elektrifizierten und 1934 zur PO-Midi fusionierten. Die PLM rüstete ihre Bahnstrecke Culoz–Modane in den Alpen bei identischer Spannung mit seitlichen Stromschienen aus. Auch Strecken des von der ETAT betriebenen westlichen Pariser Vorortnetzes wurden ab 1924 mit 1500 V Gleichspannung und Stromzuführung mittels Stromschienen elektrifiziert.
Aus militärstrategischen Gründen unterblieb jedoch die Elektrifizierung von Strecken der NORD und der EST. Auch die bedeutende Magistrale Paris–Lyon–Marseille, die die drei größten französischen Städte verbindet, wurde bei Gründung der SNCF nur mit Dampflokomotiven befahren.
| Baureihe    | Nummerierung                         | Herkunft                      | Anzahl  | Indienststellung      | Achsfolge     | Bemerkungen                                                                                            | Bild |
| ----------- | ------------------------------------ | ----------------------------- | ------- | --------------------- | ------------- | --- | ---- |
| –           | BB 1–80                              | PO E 1–80                     | 80      | 1924–1927             | Bo’Bo’        | „Biquettes“                                                                                            |      |
| BB 100      | BB 101–180                           | PO E 101–180                  | 80      | 1924–1925             | Bo’Bo’        | |      |
| BB 200      | BB 201–220                           | PO E 201–220                  | 20      | 1924                  | Bo’Bo’        | |      |
| BB 300      | BB 301…324                           | PO E 241–264                  | 24      | 1938–1939             | Bo’Bo’        | |      |
| BB 300      | BB 325–355 (urspr.: BB 0325–0355)    | SNCF-Nachbau                  | 31      | 1946–1948             | Bo’Bo’        | |      |
| 2BB2 400    | 2BB2 401–402                         | PO E 401–402                  | 2       | 1926                  | 2’BB2’        | „Hongroise“; Prototypen mit Kandó-Antrieb, geliefert von Ganz;1941 und 1945 ausgemustert               |      |
| BB 800      | BB 811–840                           | Etat BB 011–040               | 30      | 1924–1937             | Bo’Bo’        | „Libellules“; für Stromschiene 750 und Oberleitung 1500 V                                              |      |
| BB 900      | BB 901…935                           | Etat BB 101–135               | 35      | 1936–1937             | Bo’Bo’        | |      |
| –           | 1C 1001                              | SNCF Umbau                    | (1)     | (1949)                | 1’Co          | Umbau aus 1CC1 3805                                                                                    |      |
| –           | BB 1002–1003                         | SNCF Umbau                    | (2)     | (1954)                | Bo’Bo’        | „Japonaises“; umgebaut aus 1941 für Japan gebauten AEG-Industrieloks                                   |      |
| CC 1100     | CC 1101–1102                         | PO E 1001–1002                | 2       | 1938                  | C’C’          | „Mille-pattes“                                                                                         |      |
| CC 1100     | CC 1103–1112 (bis 1950: E 1003–1012) | SNCF Nachbau                  | 10      | 1943–1948             | C’C’          | „Mille-pattes“                                                                                         |      |
| BB 1280     | BB 1281–1288                         | PO E 281–288                  | 8       | 1900                  | Bo’Bo’        | „Boîtes à sel“; ursprünglich für Stromschienenbetrieb 600 V, 1930–1935 für Oberleitung 1500 V umgebaut |      |
| BB 1280     | BB 1289–1293                         | PO E 289–293                  | 5       | 1904–1912             | Bo’Bo’        | Gepäckloks; ursprünglich für Stromschienenbetrieb 600 V, 1933–1936 für Oberleitung 1500 V umgebaut     |      |
| BB 1320     | BB 1321–1324                         | PO E 221–224                  | 4       | 1927                  | Bo’Bo’        | |      |
| BB 1420     | BB 1425–1440                         | PO E 225–240                  | 16      | 1927–1929             | Bo’Bo’        | |      |
| BB 1500     | BB 1501–1540                         | Midi E 4001–4040 (SNCF Umbau) | 40 (40) | 1926–1928 (1945–1946) | Bo’Bo’        | „BB Midi“ (erste Generation); Umbau zu Rangierloks noch vor der Umzeichnung 1950                       |      |
| BB 1600     | BB 1601–1650                         | SNCF Umbau                    | (50)    | (1954–1957)           | Bo’Bo’        | Umbau aller BB 4500 zu Rangierloks                                                                     |      |
| BB 1800     | BB 1801–1810                         | Etat BB 001–010               | 10      | 1900                  | Bo’Bo’        | Gepäcklokomotiven für Stromschienenbetrieb mit 650 V, nicht mehr auf Oberleitung 1500 V umgebaut       |      |
| –           | 2CC2 3001                            | PO E 601                      | 1       | 1924                  | 2’CC2’        | „Gearless“; Prototyp mit Achsmotoren, geliefert von Alco/General Electric; mehrfach umgebaut           |      |
| 2C2 3100    | 2C2 3101–3110                        | Midi E 3101–3110              | 10      | 1923–1926             | 2’Co2’        | |      |
| –           | 2BB2 3201                            | PLM 242 AE 1                  | 1       | 1926                  | (2’Bo)(Bo2’)  | Prototyp                                                                                               |      |
| –           | 2BB2 3301                            | PLM 242 BE 1                  | 1       | 1925                  | (2’Bo)(Bo2’)  | Prototyp                                                                                               |      |
| 2CC2 3400   | 2CC2 3401–3404                       | PLM 262 AE 1–4                | 4       | 1929–1930             | (2’Co)(Co2’)  | |      |
| –           | 1ABBA1 3501                          | PLM 161 AE 1                  | 1       | 1926                  | (1A)Bo+Bo(A1) | Prototyp                                                                                               |      |
| 1ABBA1 3600 | 1ABBA1 3601–3610                     | PLM 161 BE 1–10               | 10      | 1927                  | (1A)Bo+Bo(1A) | |      |
| 1CC1 3700   | 1CC1 3701–3710                       | PLM 161 CE 1–10               | 10      | 1928                  | (1’Co)(Co1’)  | |      |
| 1CC1 3800   | 1CC1 3801–3810                       | PLM 161 DE 1–10               | 10      | 1927–1929             | 1’Co+Co1’     | |      |
| –           | 1C1 3901                             | Midi E 3201                   | 1       | 1912                  | 1’C1’         | Prototyp                                                                                               |      |
| BB 4100     | BB 4101…4190                         | Midi E 4101–4190              | 90      | 1928–1932             | Bo’Bo’        | „BB Midi“ (zweite Generation)                                                                          |      |
| BB 4200     | BB 4201–4250                         | Midi E 4201–4250              | 50      | 1934–1935             | Bo’Bo’        | „BB Midi“ (dritte Generation)                                                                          |      |
| BB 4200     | BB 4251–4260                         | SNCF Umbau                    | (10)    | (1972–1975)           | Bo’Bo’        | Umbau aus BB 4700                                                                                      |      |
| BB 4500     | BB 4501…4599                         | Midi E 4501–4550              | 50      | 1923–1924             | Bo’Bo’        | „BB Midi“ (erste Generation)                                                                           |      |
| BB 4600     | BB 4601…4650                         | Midi E 4601–4650              | 50      | 1929–1930             | Bo’Bo’        | „BB Midi“ (zweite Generation)                                                                          |      |
| BB 4700     | BB 4701–4717                         | Midi E 4701–4717              | 17      | 1933–1935             | Bo’Bo’        | „BB Midi“ (dritte Generation)                                                                          |      |
| BB 4700     | BB 4718–4721                         | SNCF Umbau                    | (4)     | (1953–1954)           | Bo’Bo’        | Umbau aus BB 4200                                                                                      |      |
| BB 4730     | BB 4730–4777                         | SNCF Umbau                    | (48)    | (1976–1980)           | Bo’Bo’        | Umbau von BB 4200 und BB 4700 zu Rangierloks                                                           |      |
| 2D2 5000    | 2D2 5001–5024                        | Midi E 4801–4824              | 24      | 1932–1936             | 2’Do2’        | |      |
| 2D2 5100    | 2D2 5101–5102                        | PO E 701–702                  | 2       | 1934                  | 2’Do2’        | Prototypen                                                                                             |      |
| 2D2 5100    | 2D2 5104                             | PO E 704                      | 1       | 1934                  | 2’Do2’        | Prototyp mit Westinghouse-Federantrieb                                                                 |      |
| 2D2 5100    | 2D2 5105…5120                        | PO E 705–720                  | 16      | 1938–1939             | 2’Do2’        | |      |
| 2D2 5100    | 2D2 5106, 5112                       | SNCF Umbau                    | (2)     | (1960–1964)           | 2’Do2’        | Anpassung der Prototypen 2D2 5101–5102 an die Serie                                                    |      |
| 2D2 5300    | 2D2 5301                             | PO E 703                      | 1       | 1935                  | 2’BB2’        | Prototyp                                                                                               |      |
| 2D2 5300    | 2D2 5302–5306                        | SNCF Nachbau                  | 5       | 1942–1943             | 2’BB2’        | |      |
| 2D2 5400    | 2D2 5401–5423                        | Etat E 501–523                | 23      | 1936–1938             | 2’Do2’        | „Cyclope“                                                                                              |      |
| 2D2 5500    | 2D2 5501–5502                        | PO E 501–502                  | 2       | 1925                  | 2’Do2’        | „Grand-mère“; Prototypen mit Buchli-Antrieb, geliefert von SLM/BBC                                     |      |
| 2D2 5500    | 2D2 5503–5537                        | PO E 503–537                  | 35      | 1933–1935             | 2’Do2’        | „Nez de cochon“                                                                                        |      |
| 2D2 5500    | 2D2 5538–5545                        | PO E 538–545                  | 8       | 1938                  | 2’Do2’        | „Femmes enceintes“                                                                                     |      |
| 2D2 5500    | 2D2 5546–5550                        | SNCF Nachbau                  | 5       | 1942–1943             | 2’Do2’        | „Waterman“                                                                                             |      |

#### Bauarten der SNCF
Aktive Baureihen sind in der Tabelle mit dunklerem Grau hinterlegt.
| Baureihe | Nummerierung              | Herkunft   | Anzahl | Indienststellung | Achsfolge | Bemerkungen                                                            | Bild |
| -------- | ------------------------- | ---------- | ------ | ---------------- | --------- | ---------------------------------------------------------------------- | ---- |
| –        | CC 6001                   | SNCF       | 1      | 1946             | Co’Co’    | Prototyp                                                               |      |
| –        | BBB 6002                  | SNCF       | 1      | 1948             | Bo’Bo’Bo’ | Prototyp                                                               |      |
| –        | BBB 6003                  | SNCF Umbau | (1)    | (1964)           | Bo’Bo’Bo’ | Prototyp, umgebaut aus BBB 20003                                       |      |
| CC 6500  | CC 6501–6574              | SNCF       | 74     | 1969–1975        | C’C’      | „Nez cassés“                                                           |      |
| CC 6500  | CC 6575–6578              | SNCF Umbau | (4)    | (1995–1996)      | C’C’      | Umbau aus CC 21000                                                     |      |
| –        | SNCF CC 7001–7002         | SNCF       | 2      | 1949             | Co’Co’    | Prototypen für CC 7100                                                 |      |
| –        | BB 7003                   | SNCF       | (1)    | (1974)           | B’B’      | Prototyp für BB 7200, umgebaut aus BB 15007; 1983 umgebaut in BB 10003 |      |
| CC 7100  | CC 7101–7158              | SNCF       | 58     | 1952–1955        | Co’Co’    | CC 7107: Weltrekordfahrten 1955                                        |      |
| BB 7200  | BB 7201–7440              | SNCF       | 240    | 1976–1985        | B’B’      | „BB 4400 kW“, „Nez cassés“                                             |      |
| –        | BB 8001 (urspr.: BB 0401) | SNCF       | 1      | 1947             | Bo’Bo’    | Prototyp für BB 8100                                                   |      |
| BB 8100  | BB 8101–8271              | SNCF       | 171    | 1948–1955        | Bo’Bo’    |                                                                        |      |
| BB 8500  | BB 8501–8646              | SNCF       | 146    | 1964–1974        | B’B’      | „BB Alsthom“, „Danseuses“                                              |      |
| BB 8700  | BB 8710…8786              | SNCF Umbau | (20)   | (2001)           | B’B’      | Umbau von BB 8500 und BB 88500 für die Maurienne-Linie                 |      |
| –        | BB 9001–9002              | SNCF       | 2      | 1953             | Bo’Bo’    | Prototypen, geliefert von SLM/BBC                                      |      |
| –        | BB 9003–9004              | SNCF       | 2      | 1952–1954        | Bo’Bo’    | Prototypen für BB 9200; BB 9004: Weltrekordfahrten 1955                |      |
| 2D2 9100 | 2D2 9101–9135             | SNCF       | 35     | 1950–1951        | 2’Do2’    | „Batteuses“                                                            |      |
| BB 9200  | BB 9201–9292              | SNCF       | 92     | 1957–1964        | Bo’Bo’    | „BB Jacquemin“                                                         |      |
| BB 9300  | BB 9301–9340              | SNCF       | 40     | 1967–1969        | Bo’Bo’    | „BB Jacquemin“                                                         |      |
| BB 9400  | BB 9401–9535              | SNCF       | 135    | 1959–1964        | B’B’      | „Vespa“                                                                |      |
| BB 9600  | BB 9601–9642              | SNCF Umbau | (42)   | (1991–1994)      | B’B’      | Umbau von BB 9400 für Wendezüge                                        |      |
| BB 9700  | BB 9701–9704              | SNCF Umbau | (4)    | (1992–1993)      | Bo’Bo’    | Umbau von BB 9200 für Doppelstock-Wendezüge                            |      |
| BB 80000 | BB 80001–80012            | SNCF Umbau | (12)   | (1995–1997)      | Bo’Bo’    | Umbau von BB 8100 zu Rangierloks                                       |      |
| BB 88500 | BB 88501…88574            | SNCF Umbau | (31)   | (1997)           | B’B’      | Umbau von BB 8500 zu Rangierloks                                       |      |

### Wechselspannungslokomotiven für 25kV, 50Hz
Die Nachteile der Elektrifizierung mit Gleichstrom (aufwendige Fahrleitung, hohe Zahl an Unterwerken) und die Fortschritte im Bereich der Beherrschung der Wechselspannung führten nach dem Zweiten Weltkrieg zu einem Umdenken. Zwar wurde die Achse Paris–Marseille noch mit Gleichspannung elektrifiziert, jedoch konnte die in der französischen Besatzungszone Deutschlands gelegene Höllentalbahn bereits für Experimente mit der bei der Landesstromversorgung üblichen Frequenz von 50 Hz genutzt werden. Damit entfiel der kostspielige Bau von vielen Gleichrichterunterwerken.
Ab 1950 wurde die Fahrleitung des Abschnittes Aix-les-Bains–Annecy der Bahnstrecke Aix-les-Bains–Annemasse mit Wechselspannung von 20 kV bei 50 Hz gespeist, 1953 wurde die Nennspannung auf den endgültigen Wert von 25 kV heraufgesetzt. In der Folge wurde dieses Stromsystem bei den Elektrifizierungen im bisher kaum berücksichtigten Nord- und Ostfrankreich angewendet.
Aktive Baureihen sind in der Tabelle mit dunklerem Grau hinterlegt.
| Baureihe | Nummerierung                 | Herkunft   | Anzahl | Indienststellung | Achsfolge | Bemerkungen                                                               | Bild |
| -------- | ---------------------------- | ---------- | ------ | ---------------- | --------- | ------------------------------------------------------------------------- | ---- |
| –        | BB 10001 (bis 1951: BB 8051) | SNCF       | 1      | 1951             | Bo’Bo’    | Prototyp; 1964 umgebaut in BB 20006                                       |      |
| –        | BB 10002                     | SNCF       | 1      | 1951             | C’C’      | Prototyp; offiziell erst 1962 in Dienst                                   |      |
| –        | BB 10003                     | SNCF Umbau | (1)    | (1983)           | B’B’      | Prototyp, umgebaut aus BB 7003 (ex BB 15007); 1997 in BB 15007 rückgebaut |      |
| –        | BB 10004                     | SNCF Umbau | (1)    | (1982)           | B’B’      | Prototyp, umgebaut aus BB 15055; 1989 rückgebaut                          |      |
| BB 12000 | BB 12001–12148               | SNCF       | 148    | 1954–1961        | Bo’Bo’    | „Fers à repasser“                                                         |      |
| BB 13000 | BB 13001–13053               | SNCF       | 53     | 1954–1957        | Bo’Bo’    | „Fers à repasser“                                                         |      |
| CC 14000 | CC 14001–14020               | SNCF       | 20     | 1955–1959        | Co’Co’    | „Fers à repasser“                                                         |      |
| CC 14100 | CC 14101–14202               | SNCF       | 102    | 1954–1958        | Co’Co’    | „Fers à repasser“                                                         |      |
| BB 15000 | BB 15001–15065               | SNCF       | 65     | 1971–1978        | B’B’      | „BB 4400 kW“, „Nez cassés“                                                |      |
| BB 16000 | BB 16001–16062               | SNCF       | 62     | 1958–1963        | Bo’Bo’    | „BB Jacquemin“                                                            |      |
| BB 16100 | BB 16101–16115               | SNCF Umbau | (15)   | (1991–1993)      | Bo’Bo’    | Umbau von BB 16000 für Doppelstock-Wendezüge                              |      |
| BB 16500 | BB 16501–16794               | SNCF       | 294    | 1958–1964        | B’B’      | „BB Alsthom“, „Danseuses“                                                 |      |
| BB 17000 | BB 17001–17105               | SNCF       | 105    | 1965–1968        | B’B’      | „BB Alsthom“, „Danseuses“                                                 |      |

### Mehrsystemlokomotiven

#### Zweisystemlokomotiven für 750 V Gleich- und 25 kV, 50 Hz Wechselspannung
| Baureihe | Nummerierung   | Herkunft | Anzahl | Indienststellung | Achsfolge | Bemerkungen                                                                           | Bild |
| -------- | -------------- | -------- | ------ | ---------------- | --------- | ------------------------------------------------------------------------------------- | ---- |
| CC 92000 | CC 92006…92043 | SNCF     | 9      | 1994–1995        | Co’Co’    | Baugleich mit BR Class 92, Einsatz im Kanaltunnel; 2011 an Europorte Channel verkauft |      |

#### Zweisystemlokomotiven für 1500 V Gleich- und 25 kV, 50 Hz Wechselspannung
Aktive Baureihen sind in der Tabelle mit dunklerem Grau hinterlegt.
| Baureihe | Nummerierung                 | Herkunft        | Anzahl | Indienststellung | Achsfolge | Bemerkungen                                                                                   | Bild |
| -------- | ---------------------------- | --------------- | ------ | ---------------- | --------- | --------------------------------------------------------------------------------------------- | ---- |
| –        | CC 20001 (bis 1953: CC 6051) | SNCF            | 1      | 1950             | Co’Co’    | „Grand-mère“; Prototyp für CC 25000, geliefert von SLM/MFO                                    |      |
| –        | CC 20002 (urspr.: CC 6052)   | SNCF            | 1      | 1951             | Co’Co’    | Prototyp, abgeleitet von CC 7001–7002                                                         |      |
| –        | BBB 20003 (urspr.: BB 6053)  | SNCF            | 1      | 1955             | Bo’Bo’Bo’ | Prototyp, abgeleitet von BBB 6002; 1964 umgebaut in BBB 6003                                  |      |
| –        | BB 20004                     | SNCF Umbau      | (1)    | (1960)           | B’B’      | Prototyp für BB 25500, umgebaut aus BB 16540; 1969 rückgebaut                                 |      |
| –        | BB 20005                     | SNCF Umbau      | (1)    | (1961)           | Bo’Bo’    | Prototyp für BB 25100, umgebaut aus BB 16028; 1975 rückgebaut                                 |      |
| –        | BB 20006                     | SNCF Umbau      | (1)    | (1964)           | Bo’Bo’    | Prototyp, umgebaut aus SNCF BB 10001                                                          |      |
| –        | BB 20011–20012               | SNCF Umbau      | (2)    | (1986)           | B’B’      | Prototypen „Sybic“, fabrikneu aus Serie BB 22200 entnommen; 1993 in BB 22379–22380 rückgebaut |      |
| CC 21000 | CC 21001–21004               | SNCF            | 4      | 1969–1974        | C’C’      | „Nez cassés“, 1995–1966 Umbau in CC 6500                                                      |      |
| BB 22200 | BB 22201–22405               | SNCF            | 205    | 1976–1986        | B’B’      | „BB 4400 kW“, „Nez cassés“                                                                    |      |
| CC 25000 | CC 25001–25009               | SNCF            | 9      | 1955–1958        | Co’Co’    | „Suisses“                                                                                     |      |
| BB 25100 | BB 25101–25125               | SNCF            | 25     | 1964–1965        | Bo’Bo’    | „BB Jacquemin“                                                                                |      |
| BB 25150 | BB 25151–25195               | SNCF            | 45     | 1967–1977        | Bo’Bo’    | „BB Jacquemin“                                                                                |      |
| BB 25200 | BB 25201–25251               | SNCF            | 51     | 1965–1974        | Bo’Bo’    | „BB Jacquemin“                                                                                |      |
| BB 25200 | BB 25252–25253               | SNCF Umbau      | (2)    | (1994)           | Bo’Bo’    | Umgenummert aus BB 25201–25202                                                                |      |
| BB 25200 | BB 25254–25259               | SNCF Umbau      | (6)    | (2003–2007)      | Bo’Bo’    | Umgebaut aus BB 25150                                                                         |      |
| BB 25500 | BB 25501–25694               | SNCF            | 194    | 1964–1976        | B’B’      | „BB Alsthom“, „Danseuses“                                                                     |      |
| BB 26000 | BB 26001–26234               | SNCF            | 234    | 1988–1998        | B’B’      | „Sybic“                                                                                       |      |
| BB 27000 | BB 27001–27180               | Fret SNCF       | 180    | 2001–2006        | Bo’Bo’    | Alstom Prima EL2U/4                                                                           |      |
| BB 27300 | BB 27301–27367               | SNCF Transilien | 67     | 2006–2010        | Bo’Bo’    | Alstom Prima EL2P/4                                                                           |      |

#### Zweifrequenzlokomotiven für 15 kV, 16,7 Hz und 25 kV, 50 Hz Wechselspannung
| Baureihe                      | Nummerierung                              | Herkunft | Anzahl | Indienststellung | Achsfolge | Bemerkungen                                                    | Bild |
| ----------------------------- | ----------------------------------------- | -------- | ------ | ---------------- | --------- | -------------------------------------------------------------- | ---- |
| BB 20100 (bis 1959: BB 30000) | BB 20101–20102 (bis 1959: BB 30001–30002) | SNCF     | 2      | 1958–1959        | Bo’Bo’    | Prototypen mit Wechselstrommotoren                             |      |
| BB 20100 (bis 1959: BB 30000) | BB 20103–20104 (bis 1959: BB 30003–30004) | SNCF     | 2      | 1958–1959        | Bo’Bo’    | Prototypen mit Gleichrichter und Gleichstrommotoren            |      |
| C 20150                       | C 20151–20159                             | SNCF     | 9      | 1962             | C         | 1971 an SBB verkauft, dort als Ee 3/3II 16511–16519 eingereiht |      |
| SNCF BB 20200                 | BB 20201–20213                            | SNCF     | 13     | 1970             | B’B’      | „BB Alsthom“, „Danseuses“                                      |      |

#### Dreisystemlokomotiven für 1500 und 3000 V Gleich- sowie 25 kV, 50 Hz Wechselspannung
Aktive Baureihen sind in der Tabelle mit dunklerem Grau hinterlegt.
| Baureihe | Nummerierung                                   | Herkunft | Anzahl | Indienststellung | Achsfolge | Bemerkungen                                             | Bild |
| -------- | ---------------------------------------------- | -------- | ------ | ---------------- | --------- | ------------------------------------------------------- | ---- |
| –        | BB 30001–30002 (bis 1964: BB 26001–26002)      | SNCF     | 2      | 1961–1963        | Bo’Bo’    | Prototypen, abgeleitet von BB 9400                      |      |
| BB 36000 | BB 36001–36030                                 | SNCF     | 30     | 1996–2000        | Bo’Bo’    | „Astride“                                               |      |
| BB 36300 | BB 36331–36360 (bis 2003/2008: BB 36031–36060) | SNCF     | 30     | 2000–2002        | Bo’Bo’    | „Astride“; speziell für Güterverkehr Frankreich–Italien |      |

#### Dreisystemlokomotiven für 1500 V Gleich– sowie 15 kV, 16,7 Hz und 25 kV, 50 Hz Wechselspannung
Aktive Baureihen sind in der Tabelle mit dunklerem Grau hinterlegt.
| Baureihe | Nummerierung   | Herkunft  | Anzahl | Indienststellung | Achsfolge | Bemerkungen         | Bild |
| -------- | -------------- | --------- | ------ | ---------------- | --------- | ------------------- | ---- |
| BB 37000 | BB 37001–37060 | SNCF Fret | 60     | 2004–2006        | Bo’Bo’    | Alstom Prima EL3U/4 |      |

#### Viersystemlokomotiven für 1500 und 3000 V Gleich- sowie 15 kV, 16,7 Hz und 25 kV, 50 Hz Wechselspannung
| Baureihe | Nummerierung   | Herkunft | Anzahl | Indienststellung | Achsfolge | Bemerkungen  | Bild |
| -------- | -------------- | -------- | ------ | ---------------- | --------- | ------------ | ---- |
| CC 40100 | CC 40101–40110 | SNCF     | 10     | 1964–1970        | C’C’      | „Nez cassés“ |      |

## Verbrennungsmotorlokomotiven
Die Baureihenbezeichnungen der SNCF-Verbrennungslokomotiven ist ähnlich derjenigen der Elektrolokomotiven aufgebaut. Sie bestehen aus zwei Teilen: einer Zahlen- und Buchstabenfolge gefolgt von einer bis zu fünfstellige Zahl. Im ersten Teil wird die Achsfolge ausgedrückt, wobei die Zahlen Laufachsen und die Buchstaben Triebachsen sind. Somit sind „BB“ vierachsige Lokomotiven mit zwei Drehgestellen, „CC“ sechsachsige Lokomotiven. Bei der nachfolgenden Zahl sind sowohl die Baureihenbezeichnung als auch die Ordnungsnummer enthalten. Diesellokomotiven tragen Nummern, die mit „6“ oder „7“ beginnen.
Rangierlokomotiven tragen Bezeichnungen, die mit „Y“ beginnen und von einer vier- bis fünfstelligen Nummer gefolgt werden.
Bis 1962 wurde für die Diesellokomotiven ein Bezeichnungsschema verwendet, das aus demjenigen der Dampflokomotiven abgeleitet war. Die Bezeichnung bestand aus einer dreistelligen Zahl, dem nachfolgenden Buchstaben „D“ für Diesel, der Baureihenbezeichnung und der Ordnungsnummer. Die Zahl beschreibt die Achsfolge, deren erste Ziffer gibt die Anzahl der vorderen Laufachsen, die zweite die der Treibradsätze und die letzte jene der hinteren Laufachsen an. Für fehlende Laufachsen wurde eine 0 eingesetzt. Eine vierachsige Drehgestellokomoitve war somit eine 040, eine dreiachsige Lokomotive eine 030.

### Gasturbinenlokomotiven
Wie in der Schweiz und den USA war auch in Frankreich der Gasturbinenantrieb in den 1950er Jahren eine Option. Mit der 040 GA 1 und den beiden CC 80000 baute Renault auf eigene Rechnung drei Prototypen. Eine Serienfertigung von Lokomotiven mit Gasturbinen erfolgte – im Gegensatz zu Triebzügen – jedoch nicht.
| Baureihe (ab 1962) | Nummerierung (ab 1962) | Bezeichnung (bis 1962) | Herkunft | Anzahl | Indienststellung | Achsfolge | Bemerkungen | Bild |
| ------------------ | ---------------------- | ---------------------- | -------- | ------ | ---------------- | --------- | ----------- | ---- |
| –                  | –                      | 040 GA 1               | SNCF     | 1      | 1952             | Bo’Bo’    | Prototyp    |      |
| CC 80000           | CC 80001–80002         | 060 GA 1–2             | SNCF     | 2      | 1959–1961        | Co’Co’    | Prototypen  |      |

### Diesellokomotiven
Im Jahr der Verstaatlichung der großen Privatbahnen war die Dieseltraktion noch kaum entwickelt. Die PLM hatte 1930 einen Wettbewerb ausgeschrieben, in dessen Folge vier Prototypen und eine Kleinserie (4 DMD, spätere BB 60031–60033 der SNCF) entstanden. 1937 und 1938 kamen zwei Gelenklokomotiven hinzu; bei der Auslieferung der 262 AD war die PLM bereits in der SNCF aufgegangen.
Die ETAT hatte 1931 und 1932 für den Rangierdienst 17 Kleinlokomotiven angeschafft, die in den Bestand der SNCF übergingen und dort als Baureihe YY 60210 liefen.

#### Für Streckendienst
Aktive Baureihen sind in der Tabelle mit dunklerem Grau hinterlegt.
| Baureihe (ab 1962)            | Nummerierung (ab 1962)                    | Bezeichnung (bis 1962)   | Herkunft              | Anzahl                             | Indienststellung     | Achsfolge     | Bemerkungen                                                              | Bild |
| ----------------------------- | ----------------------------------------- | ------------------------ | --------------------- | ---------------------------------- | -------------------- | ------------- | ------------------------------------------------------------------------ | ---- |
| –                             | –                                         | 262 DA 1                 | PLM 262 AD 1          | 1                                  | 1938                 | 2’Co2’+2’Co2’ | Prototyp                                                                 |      |
| –                             | –                                         | 262 DB 1                 | PLM 262 BD 1          | 1                                  | 1938                 | 2’Co2’+2’Co2’ | Prototyp                                                                 |      |
| –                             | BB 60001                                  | 040 DI 1 (urspr. Y 9006) | CFD 433 F             | 1                                  | 1961                 | B’B’          | Prototyp für BB 71000                                                    |      |
| –                             | C 60002                                   | 030 DC 1–2               | SNCF                  | 2                                  | 1950                 | C             | Prototypen                                                               |      |
| –                             | BB 60011                                  | 040 DB 1                 | PLM 4 AMD 1           | 1                                  | 1932                 | (A1A)(A1A)    | Prototyp; 1952 in Bo’Bo’ umgebaut                                        |      |
| –                             | BB 60021                                  | 040 DC 1                 | PLM 4 CMD 1           | 1                                  | 1934                 | Bo’Bo’        | Prototyp                                                                 |      |
| –                             | BB 60031–60033                            | 040 DD 1–3               | PLM 4 DMD 1–3         | 3                                  | 1938–1939            | Bo’Bo’        | Prototypen                                                               |      |
| –                             | BB 60041                                  | 040 DF 1                 | SNCF                  | 1                                  | 1952                 | Bo’Bo’        | Prototyp                                                                 |      |
| –                             | 1D1 60051                                 | 141 DA 1                 | PLM 141 AMD 1         | 1                                  | 1934                 | 1’Do1’        | Prototyp                                                                 |      |
| BB 60000                      | BB 60001–60175                            | –                        | SNCF Fret, SNCF Infra | 175                                | 2006–2011            | B’B’          |                                                                          |      |
| BB 61000                      | BB 61001–61023                            | –                        | SNCF Fret             | 23                                 | 2002–2004            | B’B’          | MaK G 1206                                                               |      |
| C 61000                       | C 61001–61048                             | 030 DA 1–48              | SNCF                  | 48                                 | 1950–1953            | C             |                                                                          |      |
| TC 61100                      | TC 61101–61112                            | 030 DTA 1–12             | SNCF                  | 12                                 | 1950–1953            | C             | führerstandslose Booster zu C 61000                                      |      |
| A1AA1A 62000                  | A1AA1A 62001–62100                        | 040 DA 1–100             | SNCF                  | 100                                | 1946–1947            | (A1A)(A1A)    | «Yaya», Baldwin DRS-6-4-660                                              |      |
| BB 62400                      | BB 62403, 62528                           | NS 2403, 2528            | NS                    | 2                                  | 1990                 | Bo’Bo’        | «Les Hollandaises»                                                       |      |
| BB 63000                      | BB 63001–63250                            | 040 DE 1–240             | SNCF                  | 250                                | 1953–1964            | Bo’Bo’        | «BB Brissonneau et Lotz» mit Sulzer-Dieselmotoren                        |      |
| BB 63400                      | BB 63401–63423                            | 040 DE 401–423           | SNCF                  | 23                                 | 1959–1960            | Bo’Bo’        | «BB Brissonneau et Lotz» mit SACM-Dieselmotoren, finanziert von Eurofima |      |
| BB 63500                      | BB 63501–64080                            | 040 DE 501–850           | SNCF                  | 580                                | 1956–1971            | Bo’Bo’        | «BB Brissonneau et Lotz» mit SACM-Dieselmotoren                          |      |
| BB 64700                      | BB 64701–64723                            | –                        | SNCF Umbau            | (23)                               | (1990–1992)          | Bo’Bo’        | Umbau von BB 63500 zu schweren Rangierlokomotiven                        |      |
| TBB 64800                     | TBB 64801–64819                           | –                        | SNCF Umbau            | (19)                               | (1989–1992)          | Bo’Bo’        | Führerstandslose Booster zu BB 64700; umgebaut aus BB 63000              |      |
| CC 65000                      | CC 65001–65020                            | 060 DB 1–20              | SNCF                  | 20                                 | 1957–1958            | Co’Co’        | «Sous-marin», zweimotorig                                                |      |
| CC 65500 (bis 1965: CC 64000) | CC 65501–65535 (bis 1965: CC 64001–64032) | 060 DA 1–35              | SNCF                  | 35                                 | 1955–1959            | Co’Co’        | «Dakota»                                                                 |      |
| BB 66000                      | 66001–66318                               | 040 DG 1–84              | SNCF                  | 318                                | 1959–1968            | Bo’Bo’        | «Les Mouettes»                                                           |      |
| BB 66400                      | 66401–66506                               | –                        | SNCF                  | 106                                | 1968–1971            | Bo’Bo’        | wie BB 66000, aber mit Zugheizung                                        |      |
| BB 66600                      | 66604–66613                               | 66301-66313              | SNCF                  | 13                                 | 1960–1962            | Bo’Bo’        | BB 66000 mit Pielstick-Motor                                             |      |
| BB 66700                      | 66701–66734                               | -                        | SNCF                  | 34                                 | 1985–1991, 2003–2004 | Bo’Bo’        | Umbau BB 66000 zu Rangierlokomotive                                      |      |
| BB 66900                      | 66901–66902                               | 040 DG 501-502           | SNCF                  | 2                                  | 1961                 | Bo’Bo’        | BB 66000 mit Sulzer-Motor                                                |      |
| BB 67000                      | BB 67001–67124                            | –                        | SNCF                  | 124                                | 1963–1968            | B’B’          |                                                                          |      |
| BB 67200                      | BB 67201–67280                            | –                        | SNCF Umbau            | (80)                               | (1980–2007)          | B’B’          | Umbau von BB 67000 für Arbeits- und Rettungszüge auf TGV-Strecken        |      |
| BB 67300                      | BB 67301–67370                            | –                        | SNCF                  | 70                                 | 1967–1969            | B’B’          |                                                                          |      |
| BB 67300                      | BB 67371–67390                            | –                        | SNCF Umbau            | (20)                               | (1975–1979)          | B’B’          | Umbau aus BB 67000                                                       |      |
| BB 67400                      | BB 67401–67632                            | –                        | SNCF                  | 232                                | 1969–1975            | B’B’          |                                                                          |      |
| A1AA1A 68000                  | A1AA1A 68000–68085                        | –                        | SNCF                  | 80                                 | 1963–1968            | (A1A)(A1A)    | Sulzer-Motor                                                             |      |
| A1AA1A 68500                  | A1A A1A 68501–68540                       | –                        | SNCF                  | 29 + !2 aus Umbau von A1AA1A 68000 | 1963–1968            | (A1A)(A1A)    | SACM-Motor                                                               |      |
| BB 69000                      | BB 69001–69002                            | –                        | SNCF                  | 2                                  | 1964                 | B’B’          | Prototypen, zweimotorig                                                  |      |
| BB 69200                      | BB 69191...69318                          | –                        | SNCF Fret, SNCF Infra | 91                                 | 2005–2009            | Bo’Bo’        | Modernisierung von BB 66000                                              |      |
| BB 69400                      | BB 69402...69506                          | –                        | SNCF Fret, SNCF Infra | 75                                 | 2004–2009            | Bo’Bo’        | Modernisierung von BB 66400                                              |      |
| CC 70000                      | CC 70001–70002                            | –                        | SNCF                  | 2                                  | 1965–1966            | C’C’          | Prototypen, zweimotorig                                                  |      |
| BB 71000                      | BB 71001–71030                            | –                        | SNCF                  | 30                                 | 1965–1966            | B’B’          |                                                                          |      |
| CC 72000                      | CC 72001–72092                            | –                        | SNCF                  | 92                                 | 1967–1974            | C’C’          | «Nez cassés»                                                             |      |
| CC 72100                      | CC 72121…72190                            | –                        | SNCF Umbau            | (30)                               | (2002–2004)          | C’C’          | Remotorisierte CC 72000                                                  |      |
| BB 75000                      | BB 75001–75099                            | –                        | SNCF                  | 99                                 | 2007–2010            | Bo’Bo’        | Alstom Prima DE 33 B AC                                                  |      |
| BB 75100                      | BB 75101–75133                            | –                        | SNCF                  | 33                                 | 2007–2010            | Bo’Bo’        | Alstom Prima DE 33 B AC                                                  |      |
| BB 75400                      | BB 75401–75468                            | –                        | SNCF                  | 68                                 | 2010–2012            | Bo’Bo’        | Alstom Prima DE 33 B AC                                                  |      |

#### FürRangierdienst
Aktive Baureihen sind in der Tabelle mit dunklerem Grau hinterlegt.
| Baureihe (ab 1962) | Nummerierung (ab 1962) | Bezeichnung (bis 1962) | Herkunft                 | Anzahl               | Indienststellung | Achsfolge | Bemerkungen                            | Bild |
| ------------------ | ---------------------- | ---------------------- | ------------------------ | -------------------- | ---------------- | --------- | -------------------------------------- | ---- |
| SNCF Y 2100        | Y 2101–2152            |                        | SNCF                     | 52                   | 1952–53          | B         |                                        |      |
| SNCF Y 2200        | Y 2201–2340            |                        | SNCF                     | 140                  | 1956–60          | B         |                                        |      |
| SNCF Y 2400        | Y 2401–2519            |                        | SNCF                     | 119                  | 1962–69          | B         |                                        |      |
| SNCF Y 5100        | Y 5101–5162            |                        | SNCF                     | 62                   | 1960–62          | B         |                                        |      |
| SNCF Y 5200        | Y 5201–5216            |                        | SNCF                     | 16                   | 1962–63          | B         |                                        |      |
| SNCF Y 6000        | Y 6001–6004            |                        | SNCF                     | 4                    | 1951             | B         |                                        |      |
| SNCF Y 6020        | Y 6021–6041            |                        | ETAT, PLM, EST, AL, Nord | 21                   | 1931–1932        | B         |                                        |      |
| SNCF Y 6200        | Y 6201–6330            |                        | SNCF                     | 130                  | 1949–55          | B         |                                        |      |
| SNCF Y 6400        | Y6401–6627             |                        | SNCF                     | 227                  | 1954–58          | B         |                                        |      |
| SNCF Y 7100        | Y7101–7310             |                        | SNCF                     | 210                  | 1958–62          | B         |                                        |      |
| SNCF Y 7400        | Y 7001, 7401–7888      |                        | SNCF                     | 489                  | 1959, 1963–72    | B         |                                        |      |
| SNCF Y 8000        | Y 8001–8375            |                        | SNCF                     | 375                  | 1977–89          | B         |                                        |      |
| SNCF Y 8400        | Y 8401–8550            |                        | SNCF                     | 150                  | 1990–95          | B         | wie Y 8000, aber mit Funkfernsteuerung |      |
| SNCF Y 9000        | Y 9001–9200            |                        | SNCF                     | 200 (Option auf 300) | seit 2010        | B         | Modernisierung aus Y 7100 und 7400     |      |
| SNCF Y 11200       | Y 11251–11252          |                        | SNCF                     | 2                    | 1953, 1956       | B         |                                        |      |
| SNCF Y 50100       | Y 50101–50110          | DB 030 Y 1-10          | Wehrmacht                | 10                   | vor 1945         | C         |                                        |      |
| SNCF Y 51100       | Y 51101–51150          | Y 9101–9150            | SNCF                     | 50                   | 1953–56          | B         |                                        |      |
| SNCF Y 51200       | Y 51201–51238          | Y 9201–9238            | SNCF                     | 38                   | 1954–1960        | B         |                                        |      |
| SNCF Y BL          | Y BL 160–161           |                        | SNCF                     | 2                    | 1969             | B         |                                        |      |

## Elektrotriebwagen

### Für Stromschienenbetrieb
| Baureihe         | Nummerierung (ab 1962)   | Bezeichnung (bis 1962)         | Herkunft          | Anzahl | Indienststellung | Achsfolge   | Bemerkungen         | Bild |
| ---------------- | ------------------------ | ------------------------------ | ----------------- | ------ | ---------------- | ----------- | ------------------- | ---- |
| SNCF Z 1200      | Z 1201–1215              | Z 23029–23054                  | État TE 1019–1044 | 26     | 1921             | (A1A)(A1A)  | »Standard 2e série« |      |
| SNCF Z 1300      | Z 1301–1340              | Z 23061–23110                  | État              | 50     | 1924             | Bo’Bo’+2’2’ | »Standard 3e série« |      |
| SNCF Z 1400      | Z 1401–1408, Z 1411–1498 | Z 23111–205                    | État              | 95     | 1925–1927        | Bo’Bo’+2’2’ | »Standard 4e série« |      |
| SNCF Z 1500      | Z 1501–1507, Z 1511–1575 | Z 23114...23135, Z 23211–23275 | État              | 72     | 1927-1930        | Bo’Bo’+2’2’ | »Standard 5e série« |      |
| SNCF Z 5176-5182 | Z 5176–5182              |                                | SNCF              | 7      | Umbau 1985       | Bo’Bo’+2’2’ | Umbau aus Z 5100    |      |

### Gleichspannungstriebwagen
| Außer Dienst gestellt | Aktive Fahrzeuge                                                                      |
| --- | ------------------------------------------------------------------------------------- |
| - SNCF Z 3400 - SNCF Z 3600 - SNCF Z 3700 - SNCF Z 3800 - SNCF Z 4000 - SNCF Z 4100 - SNCF Z 4200 - SNCF Z 4300 - SNCF Z 4400 - SNCF Z 4500 - SNCF Z 4700 - SNCF Z 4900 - SNCF Z 5100 - SNCF Z 7001 (Zébulon) | - SNCF Z 5300 - SNCF Z 5600 (Z2N) - SNCF Z 7100 - SNCF Z 7300 (Z2) - SNCF Z 7500 (Z2) |

### Wechselspannungstriebwagen
Aktive Baureihen sind in der Tabelle mit dunklerem Grau hinterlegt.
| Baureihe         | Nummerierung (ab 1962) | Bezeichnung (bis 1962) | Herkunft        | Anzahl | Indienststellung | Achsfolge               | Bemerkungen                                  | Bild |
| ---------------- | ---------------------- | ---------------------- | --------------- | ------ | ---------------- | ----------------------- | -------------------------------------------- | ---- |
| SNCF Z 6006-6009 | Z 6006–6009            | Z 9056–9059            | SNCF            | 4      | 1960–1961        | 2’B’+2’2’+2’2’          | technisch verschiedene Prototypen für Z 6100 |      |
| SNCF Z 6100      | Z 6101–6185            |                        | SNCF            | 85     | 1965–1971        | 2’B’+2’2’+2’2’          | "Petits gris"                                |      |
| SNCF Z 6300      | Z 6301–6336            |                        | SNCF            | 35     | 1967–1970        | 2’B’+2’2’+2’2’          | kürzere Wagenkästen als Z 6100               |      |
| SNCF Z 6400      | Z 6401/2–6549/50       |                        | SNCF/Transilien | 75     | 1976–1979        | Bo’Bo’+2’2’+2’2’+Bo’Bo’ |                                              |      |
| SNCF Z 8000      | Z 8001–8002            | Z 9060–9061            | SNCF            | 2      | 1962             | Bo’Bo’                  | Wechselstromversion der Z 7100               |      |
| SNCF Z 9051-9052 | Z 9051, Z 9052         | Z 4123, Z 4157         | PO Z 23100      | 2      | 1953             | Bo’Bo’+2’2’             | Umbau für Versuchsbetrieb 25 kV, 50 Hz       |      |
| SNCF Z 6001–6002 | Z 6001–6002            | Z9053–9054             | DR              | 2      | 1950, 1951       | Bo’2’+2’2’+2’Bo’        | Umbau auf 25 kV, 50 Hz                       |      |
| SNCF Z 9055      | Z 6004                 | Z 9055                 | Ètat Z 23081    | 1      | 1951             | Bo’Bo’+2’2’             | Umbau für Versuchsbetrieb 25 kV, 50 Hz       |      |
| SNCF Z 11500     | Z 11501–11522          |                        | SNCF            | 22     | 1986–1987        | Bo’Bo’+2’2’             | Einsystemwechselstromvariante von Z 7300     |      |

### Zweisystemtriebwagen
Nachfolgende Baureihen sind alle in Betrieb.
| Baureihe                 | Nummerierung               | Herkunft  | Anzahl | Indienststellung | Achsfolge                                     | Bemerkungen                                                                                | Bild |
| ------------------------ | -------------------------- | --------- | ------ | ---------------- | --------------------------------------------- | ------------------------------------------------------------------------------------------ | ---- |
| Z 8100 (MI 79)           | Z 8101–8220                | SNCF/RATP | 119    | 1980             | Bo’Bo’+2’2’+2’2’+Bo’Bo’                       | Nachfolgebaureihe Z 8400 (MI 84)                                                           |      |
| Z 8800 (Z 2N)            | Z 8801–8915                | SNCF      | 58     | 1985–1988        |                                               |                                                                                            |      |
| Z 9500 (Z2)              | Z 9501–9518, Z 99581–99582 | SNCF      | 20     | 1982–1983        | Bo’Bo’+2’2’                                   |                                                                                            |      |
| Z 9600 (Z2)              | Z 9601–9636                | SNCF      | 36     | 1984–1986        | Bo’Bo’+2’2’                                   |                                                                                            |      |
| Z 20500 (Z 2N)           | Z 20501–20887              | SNCF      | 194    | 1988–1998        |                                               |                                                                                            |      |
| Z 20900 (Z 2N)           | Z 20901–21007              | SNCF      | 54     | 2001–2004        |                                               |                                                                                            |      |
| Z 21500 (Z TER)          | Z 21501–21613              | SNCF      | 57     | 2002–2004        | 2’Bo’+2’2’+Bo’2’                              |                                                                                            |      |
| Z 22500 (MI 2N)          | Z 22501–22605              | SNCF      | 53     | 1996–2000        |                                               |                                                                                            |      |
| Z 23500 (TER 2N)         | Z 23501–23580              | SNCF      | 80     | 1998–2000        |                                               |                                                                                            |      |
| Z 24500 (TER 2N NG)      | Z 24501–24799              | SNCF      | 145    | 2004–2010        |                                               | dreiteilig                                                                                 |      |
| Z 26500 (TER 2N NG)      | Z 26501–26633              | SNCF      | 66     | 2004–2010        |                                               | 42 vierteilige 24 sechsteilige                                                             |      |
| Z 27500 (ZGC)            | Z 27501–27949              | SNCF      | 211    | 2005–2010        | Bo’2’2’Bo’ / Bo’2’2’2’Bo’                     |                                                                                            |      |
| Z 50000 (Francilien)     | Z 50001–                   | SNCF      | >300   | 2009–            | Bo’2’Bo’Bo’2’2’Bo’2’Bo’ Bo’2’Bo’Bo’2’Bo’2’Bo’ | sieben- oder achtteilige Züge                                                              |      |
| Z 51500 (Régiolis)       | Z 51503/04–                | SNCF      | 39     | 2014–            | Bo’2’2’2’Bo’                                  |                                                                                            |      |
| Z 54500 (Régiolis)       | Z 54501/02–                | SNCF      | 10     | 2014–            | Bo’2’2’2’Bo’                                  | für den Vorortverkehr                                                                      |      |
| Z 55500 (Régio 2N)       | Z 55503/04–                | SNCF      | 150    | 2014–            |                                               |                                                                                            |      |
| Z 56300 (Régio 2N)       | Z 56301/02–                | SNCF      | 34     | 2014–            |                                               | für Midi-Oberleitung                                                                       |      |
| Z 56500 (Régio 2N)       | Z 56501/02–                | SNCF      | 13     | 2015–            |                                               | für Vmax=200 km/h                                                                          |      |
| Z 92050 (Z 2N)           | Z 92051–92061              | SNCF      | 6      | 1996             |                                               |                                                                                            |      |
| U 25500 (Siemens Avanto) | U 25501/02 – U 25553/54    | SNCF      | 27     | 2006–2010        | Bo’2’2’Bo’                                    | Linie T4, Tram-Train Mulhouse–Vallée de la Thur 750 V/25 kV, auch als TT01–TT27 bezeichnet |      |
| U 52500 (Citadis Dualis) | U 52501/02 – U 52547/48    | SNCF      | 24     | 2011–2013        |                                               | Tram-Train Lyon 750 V/1,5 kV, auch als TT201–TT224 bezeichnet                              |      |
| U 53500 (Citadis Dualis) | U 53501/02 – U 53547/48    | SNCF      | 24     | 2011–2015        |                                               | Tram-Train Nantes 750 V/25 kV, auch als TT101–TT124 bezeichnet                             |      |
| U 53600 (Citadis Dualis) | U 53601/02 – U 53629/30    | SNCF      | 15     | 2017–            |                                               | Transilien, 750 V/25 kV, auch als TT301–TT315 bezeichnet                                   |      |
| SNCF Oxygène             |                            | SNCF      | 28     | 2023–            |                                               | Intercités mit 200 km/h                                                                    |      |

### Zweikrafttriebwagen
Aktive Baureihen sind in der Tabelle mit dunklerem Grau hinterlegt.
| Baureihe                  | Nummerierung    | Herkunft | Anzahl | Indienststellung | Achsfolge                                                    | Bemerkungen                                                    | Bild |
| ------------------------- | --------------- | -------- | ------ | ---------------- | ------------------------------------------------------------ | -------------------------------------------------------------- | ---- |
| SNCF XAT 1000 „Amphibies“ | XAT 1001–1002   | PO-Midi  | 2      | 1939             | Bo’2’                                                        | 1,5 kV Gleichspannung und Dieselantrieb                        |      |
| SNCF B 81500 (BGC)        | B 81501–B 81869 | SNCF     | 185    | 2004             | Bo’2’2’Bo’ (Dreiteiler) Bo’2’2’2’Bo’ (Vierteiler)            | 1,5 kV Gleichspannung und Dieselantrieb                        |      |
| SNCF B 82500 (BBGC)       | B 82501–82791   | SNCF     | 141    | 2004             | Bo’2’2’2’Bo’                                                 | 1,5 kV =, 25 kV, 50 Hz ~ und Dieselantrieb                     |      |
| B 83500 (Régiolis)        | B 83503/04–     | SNCF     | 39     | 2014-            | Bo’2’2’2’Bo’ (vierteilig) Bo’2’2’2’+Bo’2’2’Bo’ (sechsteilig) | 1,5 kV =, 25 kV, 50 Hz ~ und Dieselantrieb für Vorortverkehr   |      |
| B 84500 (Régiolis)        | B 84505/06–     | SNCF     | 57     | 2014-            | Bo’2’2’2’Bo’ (vierteilig) Bo’2’2’2’+Bo’2’2’Bo’ (sechsteilig) | 1,5 kV =, 25 kV, 50 Hz ~ und Dieselantrieb für Regionalverkehr |      |
| B 85000                   |                 | SNCF     | 39     |                  | Bo’2’2’2’+Bo’2’2’Bo’                                         | 1,5 kV =, 25 kV, 50 Hz ~ und Dieselantrieb                     |      |

### Hochgeschwindigkeitstriebzüge (TGV)
Aktive Baureihen sind in der Tabelle mit dunklerem Grau hinterlegt.
| Baureihe                                                 | Nummerierung                                 | Herkunft | Anzahl | Indienststellung | Achsfolge                              | Bemerkungen                                                                                      | Bild |
| -------------------------------------------------------- | -------------------------------------------- | -------- | ------ | ---------------- | -------------------------------------- | ------------------------------------------------------------------------------------------------ | ---- |
| TGV 23000 (TGV Sud-Est)                                  | 1–37, 39–69, 71–87, 89–98, 100–102           | SNCF     | 100    | 1978–1985        | Bo’Bo’+Bo’2’2’2’2’2’2’2’Bo’+Bo’Bo’     | Zweisystemzüge: 1,5 kV = und 25 kV, 50 Hz ~                                                      |      |
| TGV 33000 (TGV Sud-Est)                                  | 110–118                                      | SNCF     | 8      | 1978–1985        | Bo’Bo’+Bo’2’2’2’2’2’2’2’Bo’+Bo’Bo’     | Dreisystemzüge: 1,5 kV =, 25 kV, 50 Hz und 15 kV, 16,7 Hz ~ (seit 2013 durch TGV POS ersetzt)    |      |
| TGV 92300 (TGV La Poste)                                 | 951–957                                      | SNCF     | 3,5    | 1978–1985        | Bo’Bo’+Bo’2’2’2’2’2’2’2’Bo’+Bo’Bo’     | Zweisystemzüge: 1,5 kV =, 25 kV, 50 Hz ~                                                         |      |
| TGV 24000 (TGV Atlantique)                               | 301–405                                      | SNCF     | 105    | 1988–1992        | Bo’Bo’+2’2’2’2’2’2’2’2’2’2’2’+Bo’Bo’   | Zweisystemzüge: 1,5 kV =, 25 kV, 50 Hz ~                                                         |      |
| TGV 28000 (TGV Réseau)                                   | 501–514, 534–554                             | SNCF     | 33     | 1992–1994        | Bo’Bo’+2’2’2’2’2’2’2’2’2’2’2’+Bo’Bo’   | Zweisystemzüge: 1,5 kV =, 25 kV, 50 Hz ~                                                         |      |
| TGV 38000 (TGV Réseau)                                   | 4501–4507, 4510–4529, 4551                   | SNCF     | 27     | 1992–1994        | Bo’Bo’+2’2’2’2’2’2’2’2’2’+Bo’Bo’       | Dreisystemzüge: 1,5 kV, 3 kV = und 25 kV, 50 Hz ~                                                |      |
| TGV 37300 (TGV TMST (Eurostar))                          | 3001–3021, 3101–3107, 3201–3231, 3301–3313   | SNCF     | 38     | 1993–1996        | Bo’Bo’+Bo’2’2’2’2’2’2’2’2’2’Bo’+Bo’Bo’ | Zweisystemzüge: 3 kV = und 25 kV, 50 Hz ~ (einige Züge können auch unter 1,5 kV verkehren)       |      |
| TGV 38000 (TGV PBA (Paris-Brüssel-Amsterdam))            | 4532–4540                                    | Thalys   | 9      | 1995–1996        | Bo’Bo’+2’2’2’2’2’2’2’2’2’+Bo’Bo’       | Dreisystemzüge: 1,5 kV, 3 kV = und 25 kV, 50 Hz ~                                                |      |
| TGV 43000 (TGV PBKA (Paris-Brüssel-Köln/Amsterdam))      | 4301–4307, 4321, 4322, 4331, 4332, 4341–4346 | Thalys   | 17     | 1995–1996        | Bo’Bo’+2’2’2’2’2’2’2’2’2’+Bo’Bo’       | Viersystemzüge: 1,5 kV, 3 kV =, 25 kV, 50 Hz und 15 kV, 16,7 Hz ~                                |      |
| TGV 29000 (TGV Duplex)                                   | 201–290                                      | SNCF     | 88     | 1995–2006        | Bo’Bo’+2’2’2’2’2’2’2’2’2’+Bo’Bo’       | Zweisystemzüge: 1,5 kV = und 25 kV, 50 Hz ~                                                      |      |
| TGV 28600 (TGV Duplex Réseau)                            | 601–619                                      | SNCF     | 19     | 2006–2007        | Bo’Bo’+2’2’2’2’2’2’2’2’2’+Bo’Bo’       | Zweisystemzüge: 1,5 kV = und 25 kV, 50 Hz ~, Triebköpfe TGV Réseau                               |      |
| TGV 29700 (TGV Duplex Dasye)                             | 701–752                                      | SNCF     | 50     | 2008–2012        | Bo’Bo’+2’2’2’2’2’2’2’2’2’+Bo’Bo’       | Zweisystemzüge: 1,5 kV = und 25 kV, 50 Hz ~                                                      |      |
| TGV 38400 (TGV POS (Paris-Ostfrankreich-Süddeutschland)) | 4401–4419                                    | SNCF/SBB | 17     | 2006–2007        | Bo’Bo’+2’2’2’2’2’2’2’2’2’+Bo’Bo’       | Dreisystemzüge: 1,5 kV =, 25 kV, 50 Hz und 15 kV, 16,7 Hz ~ (seit 2013 für TGV Lyria im Einsatz) |      |
| TGV 31000 (TGV 2N2 (Euroduplex))                         | 4701–4730                                    | SNCF     | 30     | 2011–            | Bo’Bo’+2’2’2’2’2’2’2’2’2’+Bo’Bo’       | Dreisystemzüge: 1,5 kV =, 25 kV, 50 Hz und 15 kV, 16,7 Hz ~                                      |      |
| TGV 31000 (TGV 2N2 (Euroduplex))                         | 801–825                                      | SNCF     | 25     | 2013–            | Bo’Bo’+2’2’2’2’2’2’2’2’2’+Bo’Bo’       | Dreisystemzüge: 1,5 kV, 3 kV = und 25 kV, 50 Hz ~ (für den Einsatz nach Spanien)                 |      |
| TGV M                                                    |                                              | SNCF     | 115    |                  |                                        | Viersystemzüge: 1,5 kV, 3 kV = und 25 kV/50 Hz, 15 kV/16,7 Hz ~                                  |      |

## Verbrennungsmotortriebwagen

### Benzin- und Dieseltriebwagen
1962 verfügte die SNCF über 1100 Dieseltriebwagen und mehr als 900 Beiwagen. In jenem Jahr erbrachten diese Fahrzeuge bereits 44 % der Leistungen im Reiseverkehr. Sie zählten überwiegend zu den „Autorails unifiés“ (etwa: Einheitstriebwagen), die entsprechend ihrer Leistung in PS (fr: ch) auch als Unifié 150 ch (X 5800 „Mobylette“), 300 ch (X 3800 „Picasso“), 425 ch (X 4300, X 4500 und X 4630 „Caravelle“), 600 ch (X 2400) und 825 ch (X 2800) bezeichnet wurden.
| Außer Dienst gestellt | Aktive Fahrzeuge |
| --- | --- |
| Vor 1947 entstandene Baureihen: - SNCF XB 101–102 (Bugatti WR „triple“, ex État ZZy 24481–24482) - SNCF XB 200 (Bugatti WR „triple“) - SNCF XB 1000 (Bugatti WR „présidentiel“, ex État ZZy 24401–24409) - SNCF XB 4301–4302 (Bugatti WL „surallongé“) - SNCF XBL 1001–1002 (Brissoneau & Lotz) - SNCF XF 1001–1002 (TAR type 34, ex Nord) - SNCF XF 1100 (TAR type 36, ex Nord) - SNCF X 3500 (Renault ABJ 3) - SNCF X 5100 (Renault ADX 2, bestellt als PO-Midi ZZPEty 23841–23853) - SNCF X 5200 (Renault ADX 2, bestellt als PLM ZZG 501–508) - SNCF X 52000 „Nez de cochon“ (ex XDC 2000, ex PLM ZZPE 1–9) - SNCF X 52100 „Nez de cochon“ (ex XDC 2100) Nach 1947 entstandene Baureihen: - SNCF X 2051 „Budd“ (Prototyp) - SNCF X 2400 „600 chevaux“ (U600) - SNCF X 2700 (RGP 2) - SNCF X 2720 (RGP 1) - SNCF X 2770 (RGP 1, TEE-Triebwagen) - SNCF X 2800 „Bleu d'Auvergne“ (U825) - SNCF X 3600 (Renault ABJ 4) - SNCF X 3700 (De Dietrich) - SNCF X 3800 „Picasso“ (U300) - SNCF X 4200 „Panoramique“ (Aussichtstriebwagen) - SNCF X 4300 „Caravelle“ - SNCF X 4500 „Caravelle“ - SNCF X 4630 „Caravelle“ - SNCF X 4750 „Caravelle“ - SNCF X 4900 „Caravelle“ - SNCF X 5006–5007 (Prototypen für X 5700, ex X 8001–8002) - SNCF X 5008–5009 (Prototypen für X 5600) - SNCF X 5500 „150 chevaux“, „Mobylette“ (U150) - SNCF X 5600 „FNC“ - SNCF X 5700 „Floirat“ - SNCF X 5800 „150 chevaux“, „Mobylette“ (U150) - SNCF X 94750 (RAP, Posttriebwagen) | - SNCF X 2100 - SNCF X 2200 - SNCF X 72500 (X TER) - SNCF X 73500 (A TER) - SNCF X 73900 (A TER) - SNCF X 76500 (AGC) |

### Gasturbinentriebwagen
| Baureihe | Nummerierung                                            | Herkunft | Anzahl | Indienststellung | Achsfolge          | Bemerkungen                                  | Bild |
| -------- | ------------------------------------------------------- | -------- | ------ | ---------------- | ------------------ | -------------------------------------------- | ---- |
| SNCF TGS | X4365+X2061, später XBSD4365+XAS2061, dann TA101+TAD102 | SNCF     | 1      | 1967             |                    | Versuchsfahrzeug, Umbau aus X4365 und XR8579 |      |
| TGV 001  | TDu001 + TRAu20701 + TRAu50001 + TRBu30701 + TDu 002    | SNCF     | 1      | 1972             | Bo’Bo’Bo’Bo’Bo’Bo’ | fünfteiliger Prototyp                        |      |
| T 1000   | T 1001/1501 - 1014/1514                                 | SNCF     | 14     | 1970             |                    |                                              |      |
| T 2000   | T 2001/2 - 2081/2                                       | SNCF     | 41     | 1972             |                    |                                              |      |

## Fahrzeuge für Meterspur
Die SNCF betreibt die Chemins de fer de la Corse, den Mont-Blanc Express, die Ligne de Cerdagne und den Chemin de fer du Blanc-Argent.

### Elektrotriebwagen
| ausgemustert                                | Aktive Fahrzeuge |
| ------------------------------------------- | --- |
| - Z 200 (Saint-Gervais-Chamonix-Vallorcine) | - SNCF Z 100 (Cerdagne) - SNCF Z 150 (Cerdagne) - Z 200 (Cerdagne) - SNCF Z 600 (Saint-Gervais-Chamonix-Vallorcine) - SNCF Z 800 (Saint-Gervais-Chamonix-Vallorcine) - SNCF Z 850 (Saint-Gervais-Chamonix-Vallorcine) |

### Diesellokomotiven
- SNCF Nr. 114 (Korsika)
- SNCF BB 400 (Korsika)

### Dieseltriebwagen
| ausgemustert | Aktive Fahrzeuge |
| --- | --- |
| - SNCF X 157–158 (Korsika) - SNCF X 200 (Korsika) - SNCF X 200 (Blanc-Argent) - SNCF X 210 (Blanc-Argent) - SNCF X 220 (Blanc-Argent) - SNCF X 500 (Korsika) | - SNCF X 240 (Blanc-Argent) - SNCF AMG 800 (Korsika) - SNCF X 2000 (Korsika) - SNCF X 5000 (Korsika) - SNCF X 74500 (Blanc-Argent) - SNCF X 97050 (Korsika) |